# Risdonius
Risdonius es un género de arañas araneomorfas de la familia Anapidae. Se encuentra en Australia.

## Especies
Según The World Spider Catalog 12.0:
- Risdonius barrington Platnick & Forster, 1989
- Risdonius lind Platnick & Forster, 1989
- Risdonius parvus Hickman, 1939